# Itacuruba
Itacuruba est une ville brésilienne du centre de l'État du Pernambouc.

## Géographie
Itacuruba se situe par une latitude de 08° 50′ 02″ sud et par une longitude de 38° 42′ 14″ ouest, à une altitude de 292 mètres.
Sa population était de 4 097 habitants au recensement de 2007. La municipalité s'étend sur 430 km2.
Elle fait partie de la microrégion d'Itaparica, dans la mésorégion du São Francisco Pernambucano.